# Kallang Field
O Kallang Field está localizado no Complexo Desportivo de Kallang, próximo do Estádio Indoor de Singapura e do velho Estádio Nacional de Singapura, bem como do movo Centro Desportivo de Singapura.

## História
O Kallang Field e o vizinho Centro de Ténis fazem parte do Complexo Desportivo de Kallang.
Actualmente é a "casa" dos praticantes de críquete de Singapura, mas também é usado para o softbol.
Abrangendo uma área de mais de 50,000m2, o Kallang Field foi a infraestrutura para o prestigiado torneio de críquete Singer Cup em 1996, envolvendo equipas da Índia, Paquistão e Sri Lanka. Em 1999, um torneio internacional de 1 dia envolvendo a Índia, a Índias Ocidentais e o Zimbabué foi também realizado aqui.

## Olimpíadas da Juventude 2010
O Kallang Field será melhorado e convertido para acolher as competições de tiro com arco durante os Jogos Olímpicos de Verão da Juventude de 2010.

## Referênces
1. 1 2 3  «First youth Olympic Games: Kallang Field». Consultado em 1 de janeiro de 2010. Arquivado do original em 27 de maio de 2009

1° 18′ 13″ N, 103° 52′ 47″ L